# Theristicus
Theristicus és un gènere d'ocells de la família dels tresquiornítids (Threskiornithidae). Aquests ibis habiten els aiguamolls, estanys i sabanes humides de Sud-amèrica. S'han descrit quatre espècies dins aquest gènere :
- Ibis plumbi (Theristicus caerulescens).
- Ibis andí (Theristicus branickii)
- Ibis alablanc (Theristicus caudatus).
- Ibis gorjanegre (Theristicus melanopis).